# Карл Вилхелм II фон Ауершперг
Карл Вилхелм II Филип Виктор фон Ауершперг-Готшее (на немски: Wilhelm II 7.Fürst von Auersperg; Karl Wilhelm Philipp Viktor, 7.Fürst von Auersperg, Herzog von Gotschee) е 7. княз на Ауершперг, херцог на Готшее (Коčевже/Kočevje).

## Биография
Роден е на 5 октомври 1782 година в Прага, Бохемско кралство. Той е големият син на княз Вилхелм фон Ауершперг (1749 – 1822) и графиня Леополдина фон Валдщайн, господарка на Вартенберг (1761 – 1846), дъщеря на граф Ян Винценц Ферериус фон Валдщайн, господар на Вартенберг (1731 – 1797) и Зофия зе Щернберка (1738 – 1803).
През неговото време са Наполеоновите войни (1803 – 1815).
Брат му Карл Вилхелм фон Ауершперг (1783 – 1847) се жени на 15 февруари 1810 г. за Мариана Августа фон Ленте (1790 – 1873), по-голямата сестра на неговата втора съпруга Фридерика. Празнува се двойна сватба в Прага. Най-малкият му брат принц Винценц фон Ауершперг (1790 – 1812) е осиновен от чичо им Карл фон Ауершперг-Траутзон (1750 – 1822), жени се на 23 септември 1811 г. за принцеса Габриела фон Лобковиц (1793 – 1863) и е баща на княз Винценц Карл фон Ауершперг (1812 – 1867), който наследява княз Карл фон Ауершперг-Траутзон (1750 – 1822).
Карл Вилхелм II фон Ауершперг умира на 25 януари 1827 г. в Йоденбург във Влашим, Бохемия, на 44-годишна възраст. Вдовицата му умира на 3 или 5 ноември 1860 г. в Прага.

## Фамилия
Първи брак: на 2 май или на 29 юли 1804 г. в Тахов (Тахау), Бохемия, се жени за графиня Аделхайд Паулина цу Виндиш-Гретц (* 4 декември 1788, Брюксел; † 8 октомври 1806, Лайпциг), дъщеря на граф Йозеф Лудвиг Никлас фон Виндишгретц (1744 – 1802) и херцогиня Леополдина д'Аренберг (1751 – 1812). Бракът е бездетен.
Втори брак: на 15 февруари 1810 г. в Прага се жени за Фридерика Луиза Вилхелмина Хенриета фон Ленте (* 13 февруари 1791, Целе; † 3 или 5 ноември 1860, Прага), дъщеря на Карл Левин Ото фон Ленте (1746 – 1815) и графиня Хенриета София Фридерика Сабина фон Бенингсен (1769 – 1850), внучка на руския генерал Леонтий Бенингсен. Фридерика фон Ленте е внучка на Ото Кристиан фон Ленте (1706 – 1750) и фрайин Флорина София фон Лихтенщайн (1716 -1756). Те имат шест деца:
- Аглая Леополдина София Мария (* 26 януари 1812, Прага; † 24 март 1899, Хайлигенкройц), омъжена във Влашим на 20 май 1837 г. за фрайхер Кристиан Котц фон Добрц (* 4 септември 1806; † 31 октомври 1883)
- Вилхелмина Франциска Каролина (* 2 април 1813, Прага; † 16 февруари 1886, Прага), омъжена в Прага на 10 април 1839 г. за граф Херман фон Ноститц-Ринек (* 29 юли 1812; † 27 декември 1895)
- Карл Вилхелм Филип фон Ауершперг (* 1 май 1814; † 4 януари 1890), 1827 г. 8. княз на Ауершперг, херцог на Готшее, министър-президент на Австро-Унгария (1867 – 1868), орден на Златното руно 1852 г., женен в Теплице (Теплитц), Бохемия на 10 август 1851 г. за графиня Ернестина Фестетицс де Толна (* 27 май 1831; † 30 декември 1901); няма деца
- Александер Вилхелм Теодор (* 6 април 1818; † 2 март 1866), женен на 14 януари 1852 г. за графиня Заролта Зцапари де Мурасцомбат (* 23 юни 1831; † 21 март 1871)
- Леоплдина (* 21 януари 1820; † 28 януари 1821)
- Адолф Вилхелм Карл Даниел фон Ауершперг (* 12 юли 1821, Прага; † 5 януари 1885, дворец Голдег), министър-президент на Австро-Унгария (1871 – 1879), орден на Златното руно 1878 г., женен I. в дворец Маршау на 26 октомври 1845 г. за фрайин Йохана Алойзия фон Младота фон Золописк (* 14 ноември 1820; † 26 октомври 1849), II. във Влашим, Бохемия на 6 октомври 1857 г. за графиня Йохана Фестетицс де Толна (* 15 юни 1830, Толна; † 9 март 1884, Виена) и има пет деца